# Liste der Baudenkmäler in Landshut-West
In der Liste der Baudenkmäler in Landshut–West sind die Baudenkmäler im Landshuter Stadtbezirk 02 West aufgelistet.
Diese Liste ist eine Teilliste der Liste der Baudenkmäler in Landshut. Grundlage der Liste ist die Bayerische Denkmalliste, die auf Basis des bayerischen Denkmalschutzgesetzes vom 1. Oktober 1973 erstmals erstellt wurde und seither durch das Bayerische Landesamt für Denkmalpflege geführt und aktualisiert wird. Die folgenden Angaben ersetzen nicht die rechtsverbindliche Auskunft der Denkmalschutzbehörde.

## Baudenkmäler
| Lage                                                                                            | Objekt                            | Beschreibung | Akten-Nr.      | Bild           |
| ----------------------------------------------------------------------------------------------- | --------------------------------- | --- | -------------- | -------------- |
| Flutmulde (am Flutmuldendamm an der Kreuzung Augrundweg – Mühlbachweg – Grasergasse) (Standort) | II Burgfriedenssäule              | o. J. (Im offiziellen Flyer der Stadt Landshut: Standort 10; Burgfriedenssäule VI) | D-2-61-000-3   | weitere Bilder |
| Gabelsbergerstraße 7, 7 a, 9, 11 (Standort)                                                     | Beamtensiedlung                   | Mietshausgruppe; vier dreigeschossige und giebelständige Satteldachbauten, von Neuer Sachlichkeit beeinflusst, errichtet unter der Aufsicht der Oberpostdirektion München vom Hochbaubüro der Oberpostdirektion Landshut 1930 | D-2-61-000-622 | weitere Bilder |
| Gabelsbergerstraße 16 (Standort)                                                                | Villa                             | zweigeschossiger Mansardwalmdachbau mit Eckerker, Zwerchgiebel und Stuckornamenten, Anfang 20. Jh.; bauzeitliche Einfriedung mit bedachten Zaunpfeilern                                                                       | D-2-61-000-209 | weitere Bilder |
| Gabelsbergerstraße 18 (Standort)                                                                | Wohnhaus                          | dreigeschossig, mit volutengiebelbekröntem Mittelrisalit, Ecktürmchen und Halbwalmdach, 1903 | D-2-61-000-618 | weitere Bilder |
| Gabelsbergerstraße 19 (Standort)                                                                | Gaststätte Gabelsberger Hof       | dreigeschossiger Satteldachbau mit neubarockem Giebel, 1900 | D-2-61-000-210 | weitere Bilder |
| Gabelsbergerstraße 20 (Standort)                                                                | Wohnhaus                          | dreigeschossiger Satteldachbau mit geschweiftem Ziergiebel und zweigeschossigem polygonalem Erker, bez. 1904 | D-2-61-000-619 | weitere Bilder |
| Gabelsbergerstraße 22 (Standort)                                                                | Wohnhaus                          | dreigeschossiger Walmdachbau mit zwiebelbekröntem Ecktürmchen, an der Breitseite großer geschweifter Volutenzwerchgiebel, 1904                                                                                                | D-2-61-000-621 | weitere Bilder |
| Klötzlmüllerstraße (bei der letzten Bushaltestelle) (Standort)                                  | I. Burgfriedenssäule              | mit Tonwappen von 1766 (Im offiziellen Flyer der Stadt Landshut: Standort 02; Burgfriedenssäule I). | D-2-61-000-2   | weitere Bilder |
| Klötzlmüllerstraße 2 (Standort)                                                                 | Evang.-Luth. Gemeindeamt          | zweigeschossiger Klinkerbau mit schiefergedecktem Walmdach und Eckerkertürmchen, Ende 19. Jh. von Karl Lemmes | D-2-61-000-294 | weitere Bilder |
| Klötzlmüllerstraße 2 (Standort)                                                                 | Einfriedung                       | Teile der Einfriedung des Evang.-Luth. Gemeindeamts | D-2-61-000-294 | Einfriedung    |
| Klötzlmüllerstraße 4 (Standort)                                                                 | Villa                             | dreigeschossiger Walmdachbau mit neuklassizistischer Fassadengliederung, Ende 19. Jh. | D-2-61-000-295 | weitere Bilder |
| Martin-Luther-Platz (Standort)                                                                  | Evang.-luth. Christuskirche       | dreischiffiger neuromanischer Hallenbau, 1895–1897 nach Plänen von Karl Lemmes; mit Ausstattung | D-2-61-000-340 | weitere Bilder |
| Luitpoldstraße 3, 5 (Standort)                                                                  | Wohnhaus                          | dreigeschossiger Walmdachbau mit Eckrisaliten und Mansardwalmdächern, um 1900 | D-2-61-000-342 | weitere Bilder |
| Luitpoldstraße 9 (Standort)                                                                     | Wohnhaus                          | dreigeschossiges Eckhaus mit Mittelerker und Zwerchgiebel mit Stuckrelief, um 1900 | D-2-61-000-344 | weitere Bilder |
| Luitpoldstraße 11 (Standort)                                                                    | Wohnhaus                          | dreigeschossiges Eckhaus, mit Hausfigur eines Hl. Florian, bez. 1907 | D-2-61-000-345 | weitere Bilder |
| Luitpoldstraße 13 (Standort)                                                                    | Wohnhaus                          | dreigeschossiger Satteldachbau mit Zwerchhaus und Kastenerker, Anfang 20. Jh. | D-2-61-000-346 | weitere Bilder |
| Luitpoldstraße 15 (Standort)                                                                    | Wohnhaus                          | dreigeschossiger Walmdachbau in Ecklage mit Zwerchhaus und Kastenerkern, Anfang 20. Jh. | D-2-61-000-347 | weitere Bilder |
| Luitpoldstraße 23 (Standort)                                                                    | Wohnhaus und Einfriedung          | freistehender, dreigeschossiger Walmdachbau, 1908; Einfriedung, gleichzeitig | D-2-61-000-348 | weitere Bilder |
| Maistraße 2 (Standort)                                                                          | Wohnhaus                          | freistehender dreigeschossiger Eckbau mit rundem Eckturm und Satteldachrisaliten, Ende 19. Jh. | D-2-61-000-349 | weitere Bilder |
| Querstraße (Ecke Rennweg) (Standort)                                                            | Kriegerdenkmal                    | für die Gefallenen des I. und II. Weltkrieges, mit Kruzifix, Viernageltypus, Holz, gefasst, 2. Hälfte 19. Jh. | D-2-61-000-468 | weitere Bilder |
| Rennweg 75 (Standort)                                                                           | Ehem. Nußbieler-Schwaige          | einhüftiger Einfirsthof mit Schopfwalmdach, Blockbau im Obergeschoss und Traufschrot mit Fachwerkgeländer, 1. Hälfte 19. Jh.                                                                                                  | D-2-61-000-629 | weitere Bilder |
| Robert-Koch-Straße 1 (Standort)                                                                 | Kapelle des Städtischen Klinikums | erdgeschossiger Flachdachbau aus Beton mit hohem Faltdach aus Holz über Altarraum, 1965 nach Plänen von Reinhard Riemerschmid; Glasfenster von Johann Vogl, 1965                                                              | D-2-61-000-647 | weitere Bilder |
| Schwimmschulstraße 5 (Standort)                                                                 | Wohnhaus                          | dreigeschossiger Walmdachbau, mit Zwerchhaus und Mittelerker, Anfang 20. Jh. | D-2-61-000-497 | weitere Bilder |